# Tatra 12
La Tatra 12 est un modèle de voiture produite par le fabricant tchèque Tatra entre 1923 et 1926. Elle a été remplacée par la Tatra 57 en 1932.
Tous les constructeurs automobiles tchèques fabriquaient de grandes et coûteuses voitures au début des années 1920, que seuls les riches pouvaient se permettre. Certaines entreprises ont essayé d'introduire des modèles abordables pour la classe moyenne. La solution Tatra à ce problème fut la Tatra 11 à laquelle la Tatra 12 succède.

## Conception

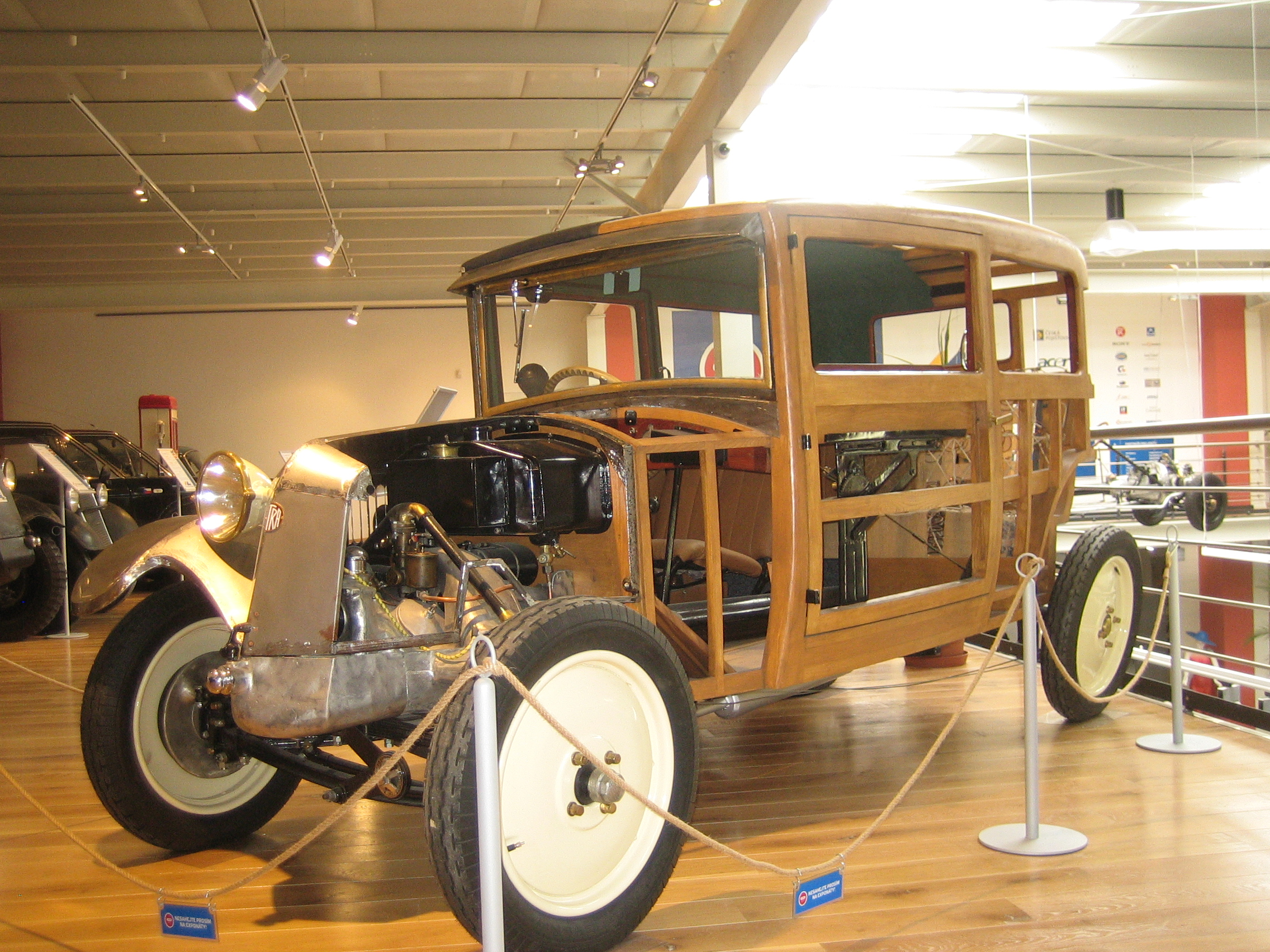
Coupe à travers la carrosserie de la Tatra 12

Hans Ledwinka, le concepteur de Tatra, avait introduit l'idée révolutionnaire du châssis central sur la Tatra 11. La Tatra 12 suit les mêmes principes, avec la colonne vertébrale en tube qui aboutit au différentiel avec demi-essieux oscillants à l'arrière. La boîte de vitesses dispose de 4 rapports (et d'une marche arrière) et le moteur est au dessus, les deux étant montés sur la face avant du tube de l'épine dorsale.
Le moteur à essence à deux cylindres est refroidi par air. Ce qui évite les lourds et onéreux radiateurs - c'était une excellente idée à l'époque, lorsque l'antigel était plutôt problématique, surtout pour un fabricant situé dans un climat continental où les températures extérieures varient très fort entre l'été et l'hiver.
L'essieu avant est équipé d'une suspension par ressorts à lames transversaux. Alors que la Tatra 11 avait des tambours de freins sur les roues arrière, la Tatra 12 avait des freins à tambour aux quatre roues.

Les berlines deux portes à quatre places avaient des sièges avant cantilever en acier tubulaire nickelés et ensuite chromés avec dossiers basculants, qui ont inspiré Mart Stam pour concevoir sa propre chaise cantilever. 

## Les Versions

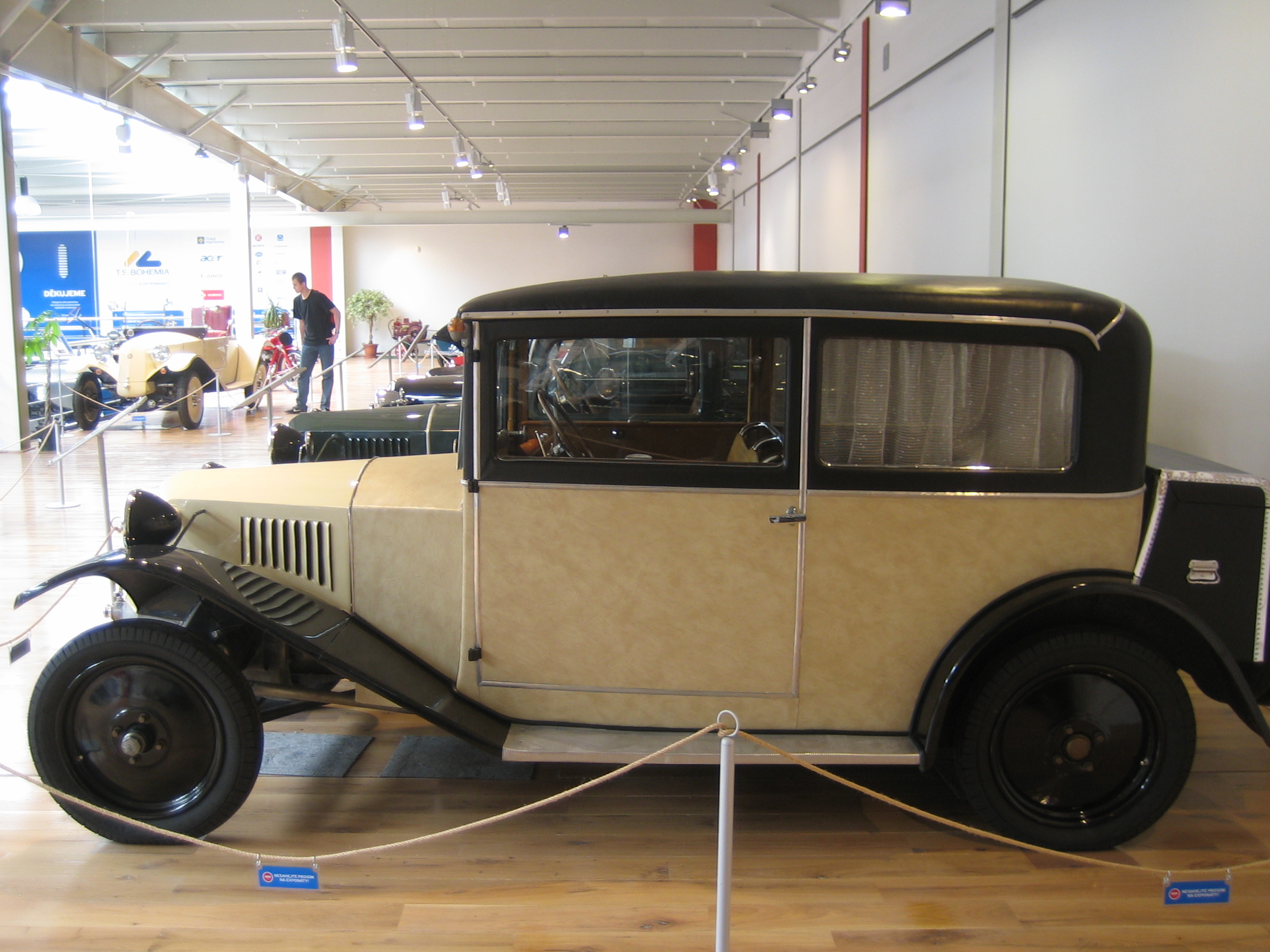
Carrosserie Weymann, recouverte de simili-cuir

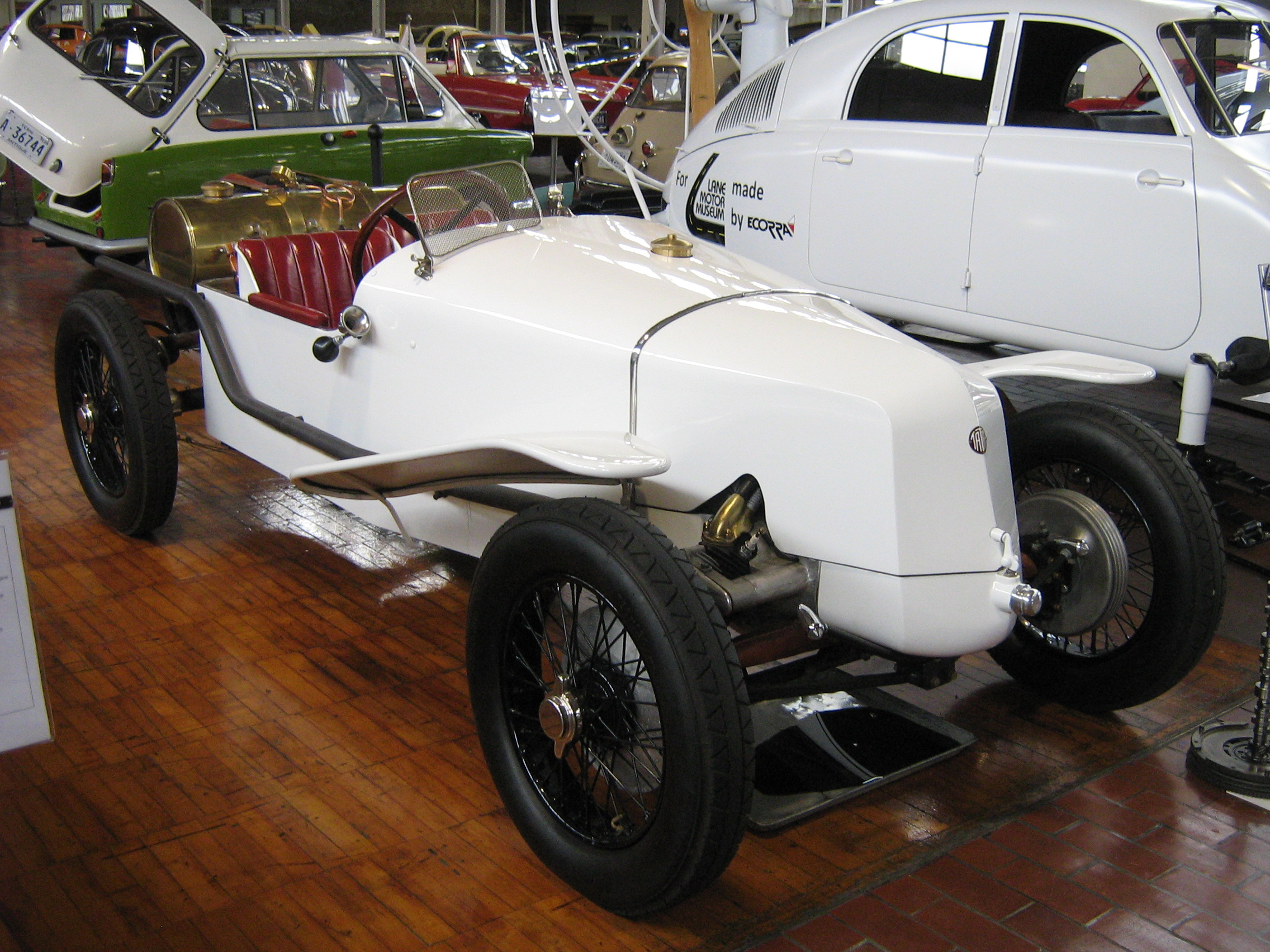
Réplique de la Tatra 12 Targa Florio

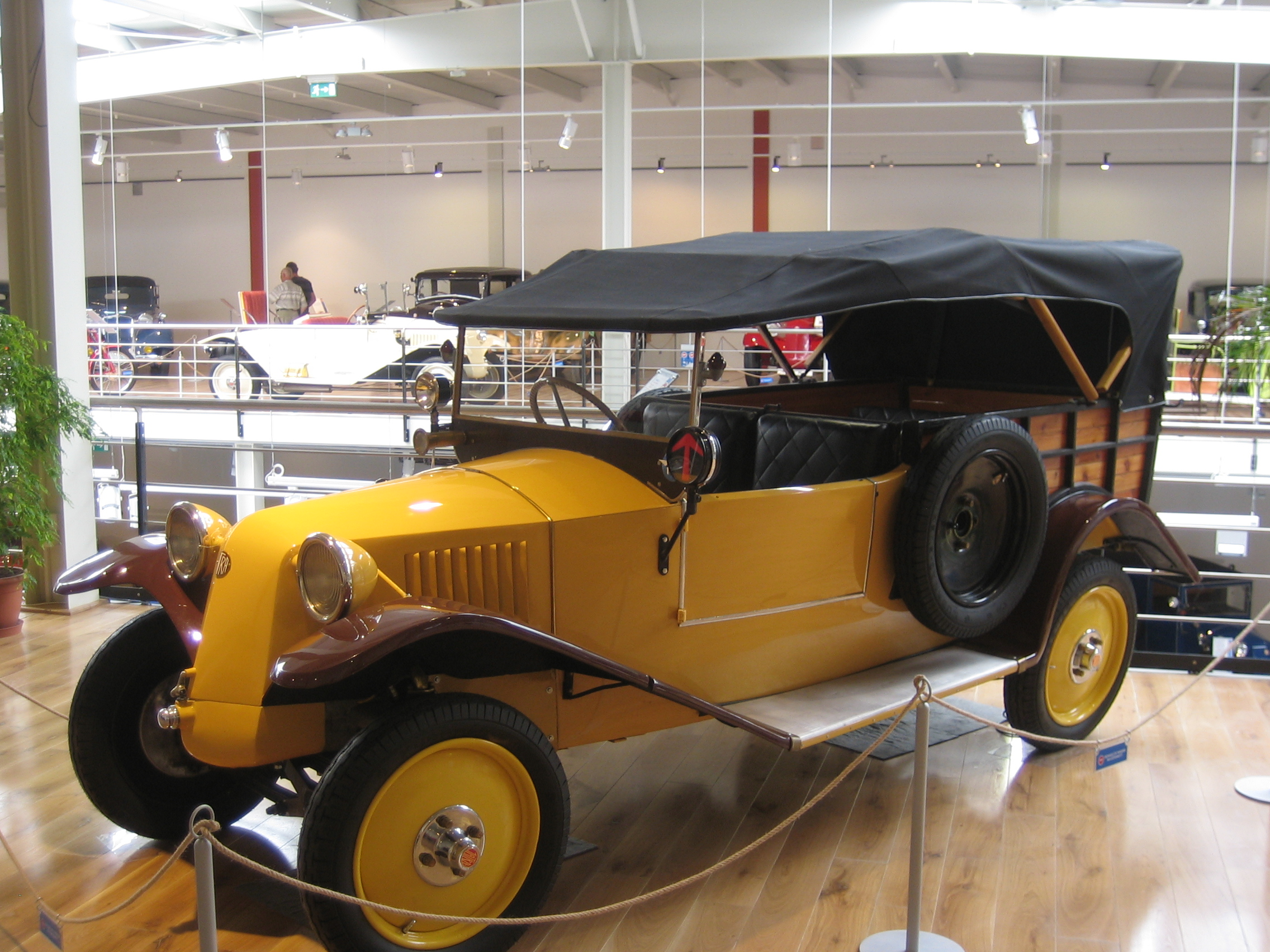
Tatra 12 Normandie

Le châssis roulant pèse environ 500 kg. Il y avait de nombreuses carrosseries différentes disponibles (voir photo). Le châssis a également été vendu à des carrossiers qui installaient leur propre carrosserie.

### Carrosseries Weymann
La plupart des carrosseries de voitures de l'époque étaient construites par clouage de plaques de métal sur la carcasse en bois de la voiture. Le bois choisi est généralement très rigide, souvent du frêne. De ce fait, la carrosserie est très ferme, mais plutôt lourde.
Le système Weymann était différent. Les pièces en bois ne sont pas mortaisées ensemble, mais assemblées les unes aux autres par des raccords métalliques, sans se toucher. Ce type de carrosserie n'était pas très ferme, mais elle a permis d'absorber les changements naturels qui se produisent lorsque le bois sèche ou s'humidifie. Ces changements rendaient impossible l'utilisation de feuilles de métal, par conséquent, l'extérieur était recouvert de cuir artificiel.

### Targa Florio
La version Targa Florio est très différente des modèles de la production en série. Le moteur et la carrosserie ont été modifiés, mais le châssis également par le changement de l'essieu avant.
Les cylindres furent faits dans un alliage spécial, qui lui permettait de fonctionner même dans des conditions de chaleur extrêmes. Le moteur modifié développait environ 30 cv (22 kW) à 5000 tr/min (la version standard avait environ la moitié). La voiture était également un compte-tours, contrairement à la version de production. L'essieu avant est similaire à celui de la Tatra 17, à demi-essieux oscillants (la version standard avait des essieux oscillants à l'arrière, tandis que l'avant était un pont rigide).
La carrosserie elle-même fut construite de manière similaire à la conception des avions de l'époque - de la feuille de placage; seul le capot avant fut fabriqué en aluminium. La carrosserie pèse seulement environ 25 kg tandis que l'ensemble de la voiture pesait 560 kg.
La voiture est capable d'atteindre des vitesses allant jusqu'à 120 km/h (quasiment le double de la version standard) et il est donc nécessaire de l'équiper de meilleurs freins. Pour faciliter le passage à la pompe,  le réservoir de carburant d'une capacité de 60 litres est placé derrière les sièges arrière. À son avantage, la Tatra 12 n'a pas besoin de s'arrêter pour un changement de liquide de refroidissement (le moteur est refroidi à l'air). L'usine faisait les voitures avec garde-boue, qui sont généralement démontés pour une course.
Les voitures Targa Florio ont pris part à de nombreuses courses, comme à Stuttgart, Ecce Homo, ou le Grand concours russe de fiabilité. En 1925, la Tatra 12 débutante prit part à la course Sicilienne Targa Florio, ce qui donna son nom au modèle. Les deux véhicules conduits par Fritz Huckel et Karel Sponer remportèrent la première et la seconde position dans la catégorie des moins de 1100 cm³. Huckel avait battu le record de la piste de 26 minutes et Sponer l'avait battu de 21 minutes.

### Normandie
La carrosserie Normandie suivait la mode populaire très utilisée en France. La version la moins chère est souvent utilisée comme utilitaire.

### D'autres versions
Il y avait beaucoup d'autres versions construites à la fois par Tatra et des carrossiers extérieurs qui travaillaient sur le châssis Tatra 12.
|  |  |  |  |

|  |  |  |